# 野田孜
野田 孜（のだ つとむ、1926年 - ）は、日本の官僚・経済学者。専門は、理論経済学・統計学。岡山大学名誉教授、静岡県立大学名誉教授。
経済企画庁経済研究所国民所得部部長、経済企画庁長官官房参事官、岡山大学法文学部教授、岡山大学大学院経済学研究科教授、岡山大学経済学部教授、静岡県立大学経営情報学部教授、静岡県立大学経営情報学部学部長（第2代）などを歴任した。

## 概要
理論経済学や統計学を専門とする経済学者であり、統計学の分野では著名な賞である大内賞を受賞している。経済企画庁経済研究所にて国民所得部の部長などを歴任し、経済企画庁の長官官房では参事官を務めた。退官後、岡山大学法文学部、大学院経済学研究科、経済学部にてそれぞれ教授を務めるとともに、岡山大学の評議員にも就任した。その後、静岡県立大学に転じ、経営情報学部の教授を務めるとともに、同学部の学部長にも就任した。

## 来歴

### 生い立ち
1926年、愛知県にて生まれた。宇都宮農林専門学校(後の宇都宮大学農学部)に進学し、農業経済科に在籍した。1948年、宇都宮農林専門学校を卒業した。

### 安本官僚として
発足してから間もない経済安定本部（いわゆる「安本」）に採用され、国家公務員として物価局の生計費課に所属する。その後、一時、一橋大学経済研究所にて助手を務めたのち、経済安定本部が改組され設置された経済企画庁（いわゆる「経企庁」）の機関である経済企画庁経済研究所にて研究官となった。また、国際連合アジア極東経済委員会のコンサルタントとして、タイに派遣された。その後、経済企画庁経済研究所の主任研究官を経て、同研究所の国民所得部の部長に就任した。経済企画庁の長官官房参事官を最後に退官する。

### 経済学者として
経済企画庁を退官後、岡山大学に移った。同大学では、法文学部の教授や、経済学部の教授を務めた。その後、静岡薬科大学、静岡女子大学、静岡女子短期大学が統合され静岡県立大学が新設されることになると、静岡県立大学の発足と同時に同大学に転じた。静岡県立大学では経営情報学部の教授を務め、同学部の学部長などを歴任した。

## 業績
経済安定本部や経済企画庁では、国民所得統計の基礎研究や、統計手法の啓蒙活動に尽力した。また、国際連合により開発された国民所得勘定を統合する新しい国民経済計算の導入に尽力するとともに、旧基準の下で作成された既存統計との接合手法を研究し、実際に適用可能な手法を開発した。これらの功績により、大内賞委員会より大内賞が授与されている。
東洋経済新報社より刊行された『長期経済統計――推計と分析』は高く評価され、日本経済新聞社より1989年度の日経経済図書文化賞特賞が授与されている。
また、学会としては、日本農業経済学会、日本統計学会、理論・計量経済学会、日本計画行政学会、環太平洋産業連関分析学会などに所属した。

## 略歴
- 1926年2月 - 愛知県にて誕生。
- 1948年3月 - 宇都宮農林専門学校農業経済科（後の宇都宮大学農学部）卒業。
- 1948年4月 - 経済安定本部入部。
- 1951年6月 - 一橋大学経済研究所助手。
- 1958年12月 - 経済企画庁経済研究所研究官。
- 1959年9月 - カリフォルニア大学バークレー校研究員。
- 1963年8月 - 国際連合アジア極東経済委員会コンサルタント。
- 1964年5月 - 経済企画庁経済研究所主任研究官。
- 1969年4月 - 経済企画庁経済研究所国民所得部部長。
- 1973年3月 - 経済企画庁長官官房参事官。
- 1973年4月 - 岡山大学法文学部教授。
- 1976年2月 - 岡山大学法文学部第二部主事。
- 1976年2月 - 岡山大学評議員。
- 1977年4月 - 岡山大学大学院経済学研究科教授。
- 1980年4月 - 岡山大学経済学部教授。
- 1982年4月 - 岡山大学経済学部第二部主事。
- 1986年4月 - 岡山大学評議員。
- 1986年4月 - 岡山大学経済学部第二部主事。
- 1986年4月 - 岡山大学評議員。
- 1989年4月 - 静岡県立大学経営情報学部教授。
- 1989年5月 - 静岡県立大学評議員。
- 1991年4月 - 静岡県立大学経営情報学部学部長。

## 賞歴
- 1989年10月 - 大内賞。
- 1989年11月 - 日経経済図書文化賞特賞。

## 関連人物
- 大平純彦
- 末松俊明
- 林周二
- 中村義作